# Leo Diet
Leo Diet, celým jménem Leopold Dietmann, (12. září 1857, Praha - 12. nebo 13. června 1942, Štýrský Hradec) byl česko-rakouský malíř a vynálezce.

## Život
Diet vystudoval Technickou vojenskou akademii ve Vídni. Studoval na Akademii výtvarných umění v Praze u Františka Sequense a ve Vídni u Hanse Canona (Jana Křtitele Strašiřipky). Leo Diet byl sponzorován korunním princem Rudolfem, dostal stipendium, což mu umožnilo cestovat do Paříže a od roku 1882 až do roku 1887 do Egypta.
V letech 1883 až 1887 působil v Káhiře, kde namaloval mnoho orientalistických obrazů. Po návratu učil od roku 1895 na Vysoké škole uměleckoprůmyslové v Grazu.
Leo Diet vynalezl v roce 1887 perspektivní trojúhelník, který nese jeho jméno a patentoval ho dne 15. června 1893 jako nástroj pro vytváření perspektivních výkresů.
Leo Diet obdržel v roce 1906 Rakouskou státní cenu.

## Vědecké prace
- Über die Kongruenz und das Kongruenzgefühl und über die graphische Darstellbarkeit körperlicher Objekte. Schroll, Wien 1907.

## Galerie

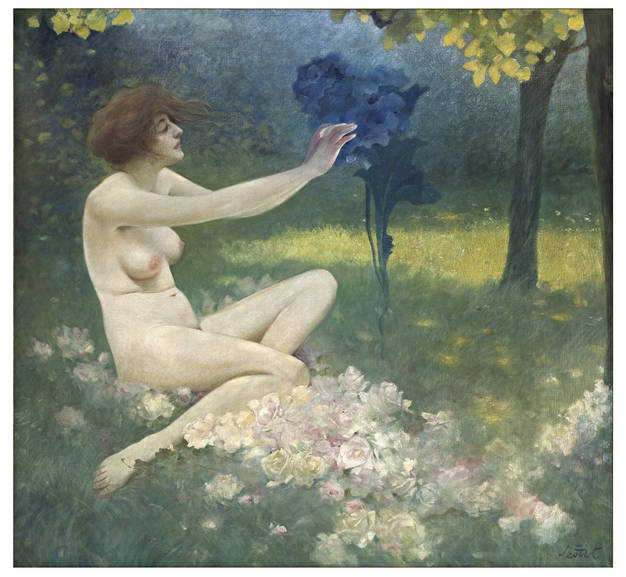
Modrý květ (1903)
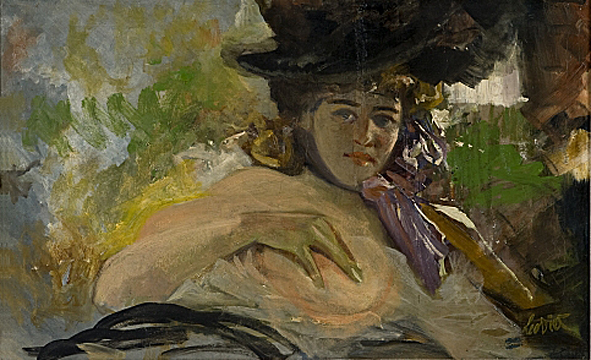
Dáma se psem (1880)
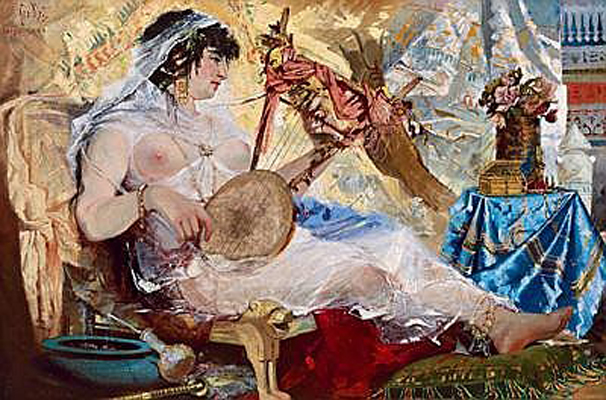
Žena hrající v harému (1883)
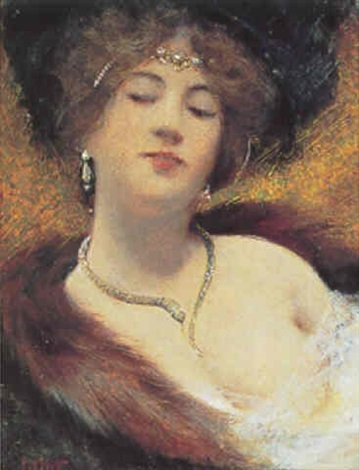
Žena s černým kloboukem a náhrdelníkem (cca 1900)
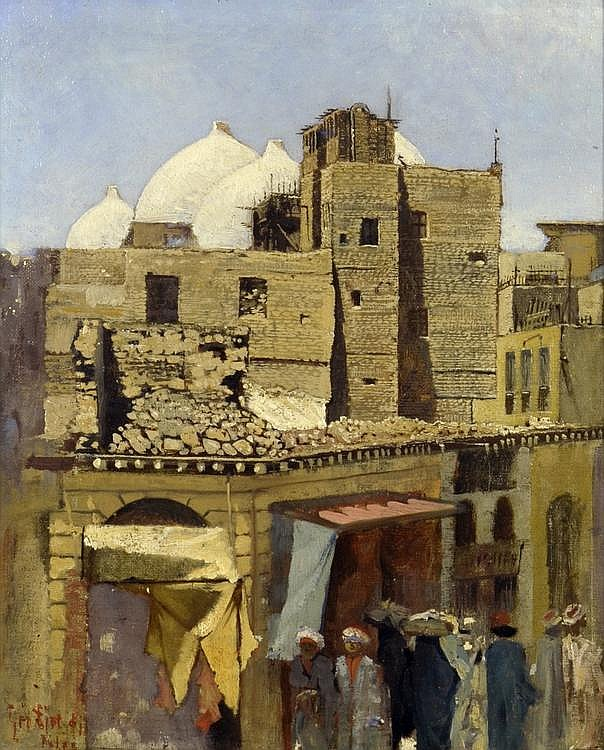
Egyptské město (1881)
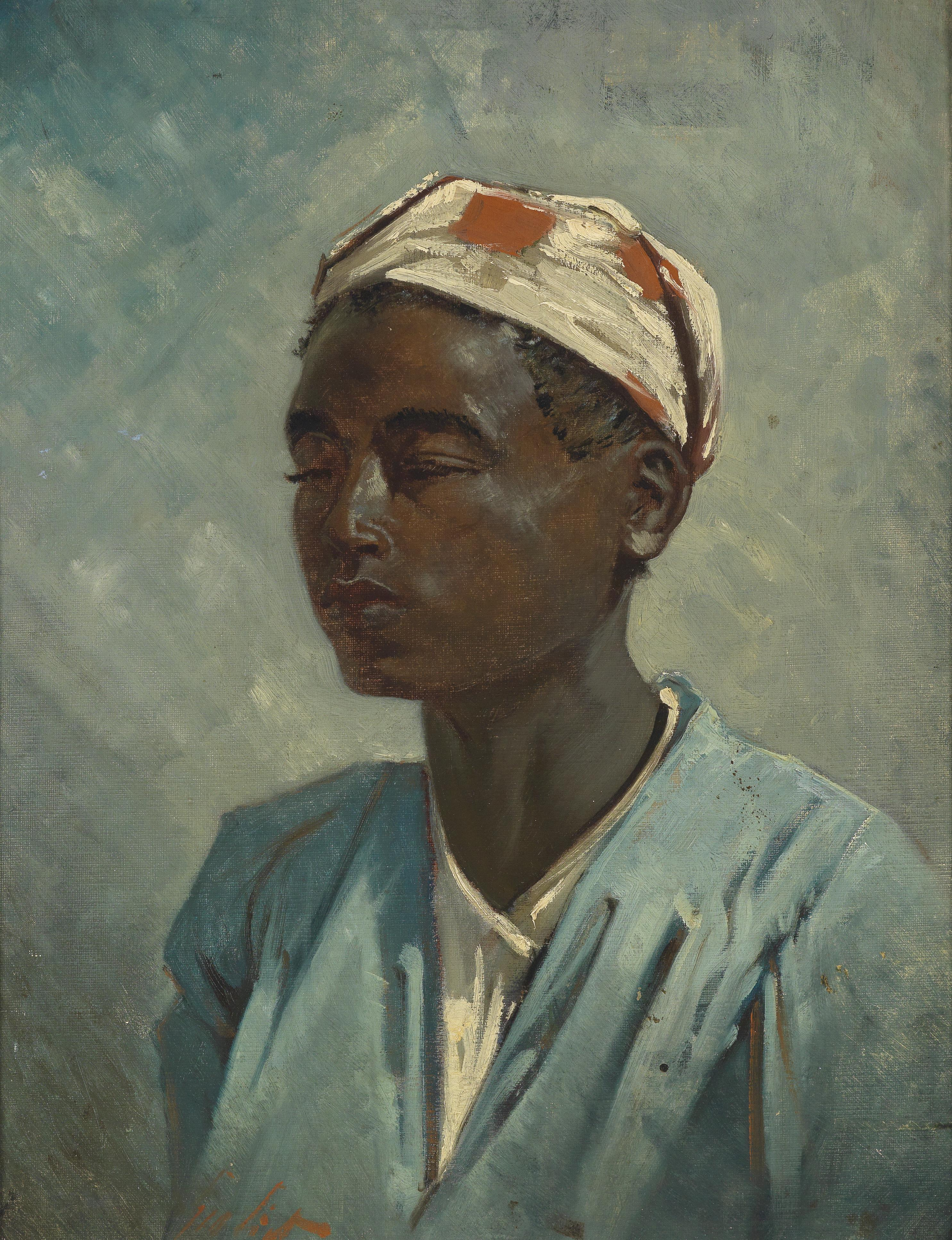
Portrét chlapce